# 马福海
马福海（1947年12月2日—2020年11月23日），回族，青海民和人，中华人民共和国政治人物，青海省人大常委会原副主任，第九届、第十一届全国人民代表大会青海地区代表。

## 生平
1947年12月2日出生于青海省民和县。毕业于青海民族学院汉语文系。1982年在民和县参加工作，曾任县长职务。1989年，任海东地区行署副专员。1994年至2002年，历任青海省农林厅副厅长、青海省林业局局长。2002年至2007年，任青海省总工会主席、青海省政协副主席。2008年至2011年，任青海省人大常委会副主任。2011年至2013年，任第十一届全国人大常委会委员、环境与资源保护委员会委员。2013年8月退休。2020年11月23日5时39分在北京逝世。